# The Allisons
A The Allisons egy brit könnyűzenei duett volt 1961 és 1963 között. A csapat két tagja Bob Day és John Alford voltak. Az Egyesült Királyságot képviselték Are You Sure? című dalukkal az 1961-es Eurovíziós Dalfesztiválon, ahol végül a második helyezést érték el. Ez volt az Egyesült Királyság sorozatban harmadik második helyezése.

## Diszkográfia

### Stúdióalbumok
- Are You Sure? (1961)